# Collet del Rei
El Collet del Rei és una muntanya de 152 metres que es troba al municipi de Benifallet, a la comarca catalana del Baix Ebre.